# Корінь Григорій Ількович

Могила Григорія Кореня

Григо́рій І́лькович Ко́рінь (22 лютого 1935, Ростовська область — 24 лютого 1998, Київ) — український художник-шістдесятник, заслужений діяч мистецтв України (1994), лауреат Державної премії України в галузі архітектури (1991).

## Біографія
Народився 22 лютого 1935 року на території сучасної Ростовській області Росії в українській селянській родині. Ще з юнацьких років усвідомив свою етнічну приналежність, прагнув присвятити своє обдарування українському народові. По закінченню Луганського художнього училища в 1963–1968 роках студіював у Харківському художньо-промисловому інституті.
З 1968 року і до кінця життя мешкав у Києві. Спільно з іншими митцями був зачинателем і фундатором монументального цеху Спілки художників України.
Син — скульптор Володимир Корінь (нар. 1962).
Помер після тяжкої хвороби через два дні після 63-го дня народження, 24 лютого 1998 в Києві. Похований разом з дружиною в Києві на Байковому кладовищі (ділянка № 49а, 50°24′59.60″ пн. ш. 30°30′6.40″ сх. д. / 50.4165556° пн. ш. 30.5017778° сх. д.).

## Творчість
Впродовж усього життя здійснив чимало монументальних праць, у яких присутні новітні побудови стінопису в українському національному стилі за формою і за змістом. Це, насамперед, мозаїка інтер'єрів станції метро «Золоті ворота» в Києві, виконані ним у співавторстві з В. П. Федьком, відзначені у 1991 році Державною премією України в галузі архітектури. На фризі у проміжному вестибюлі між двома «прольотами» ескалатора, прямо над виходом до ескалатора, який веде на поверхню, знаходиться мозаїчний напис «СЛАВА УКРАЇНІ». У 1989 році це гасло офіційно вважалось неприйнятним і його вживання (а тим більше пропаганда) могло призвести до переслідувань.
Григорій Корінь створив розпис «Казковий світ» у дитячій республіканській бібліотеці (1976), майоліковий рельєф «Історія Київської Русі» в інтер'єрі київського кінотеатру «Київська Русь» (1979). Багато втілено митцем в інших видах і жанрах образотворчості, зокрема в графіці, батику, малярстві.

## Зображення

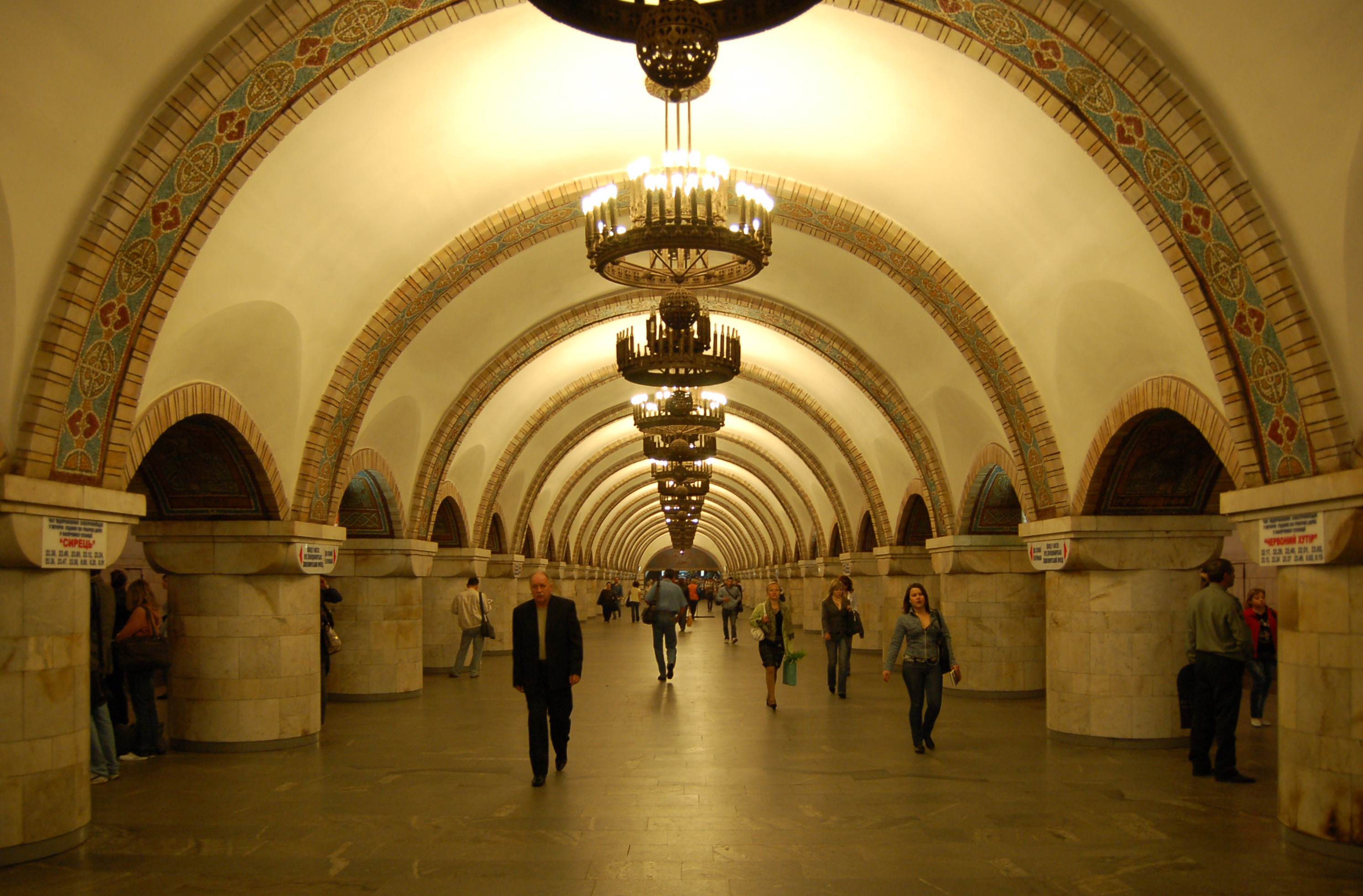
Станція метро «Золоті ворота»
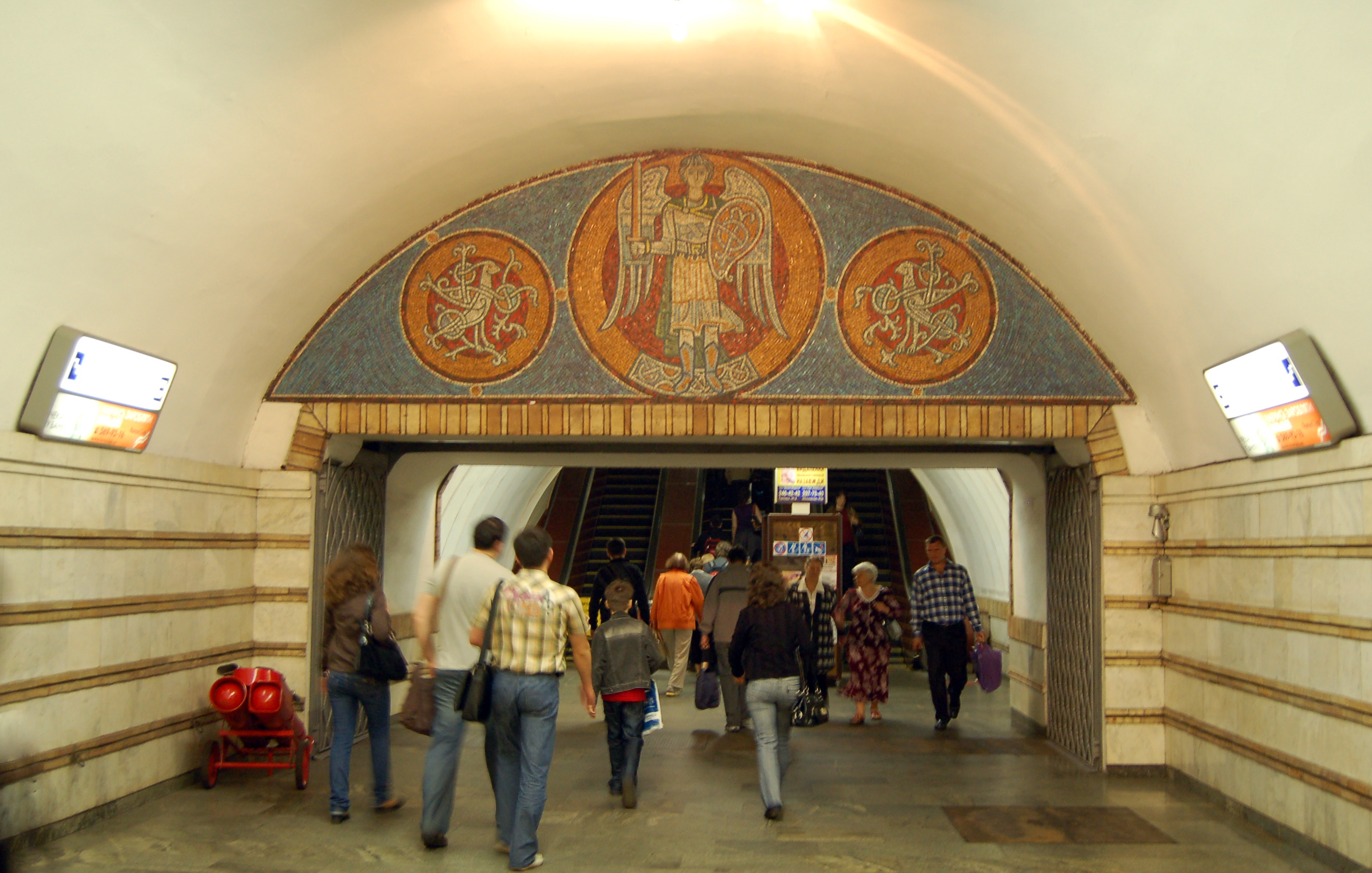
Мозаїка біля ескалаторного тунелю
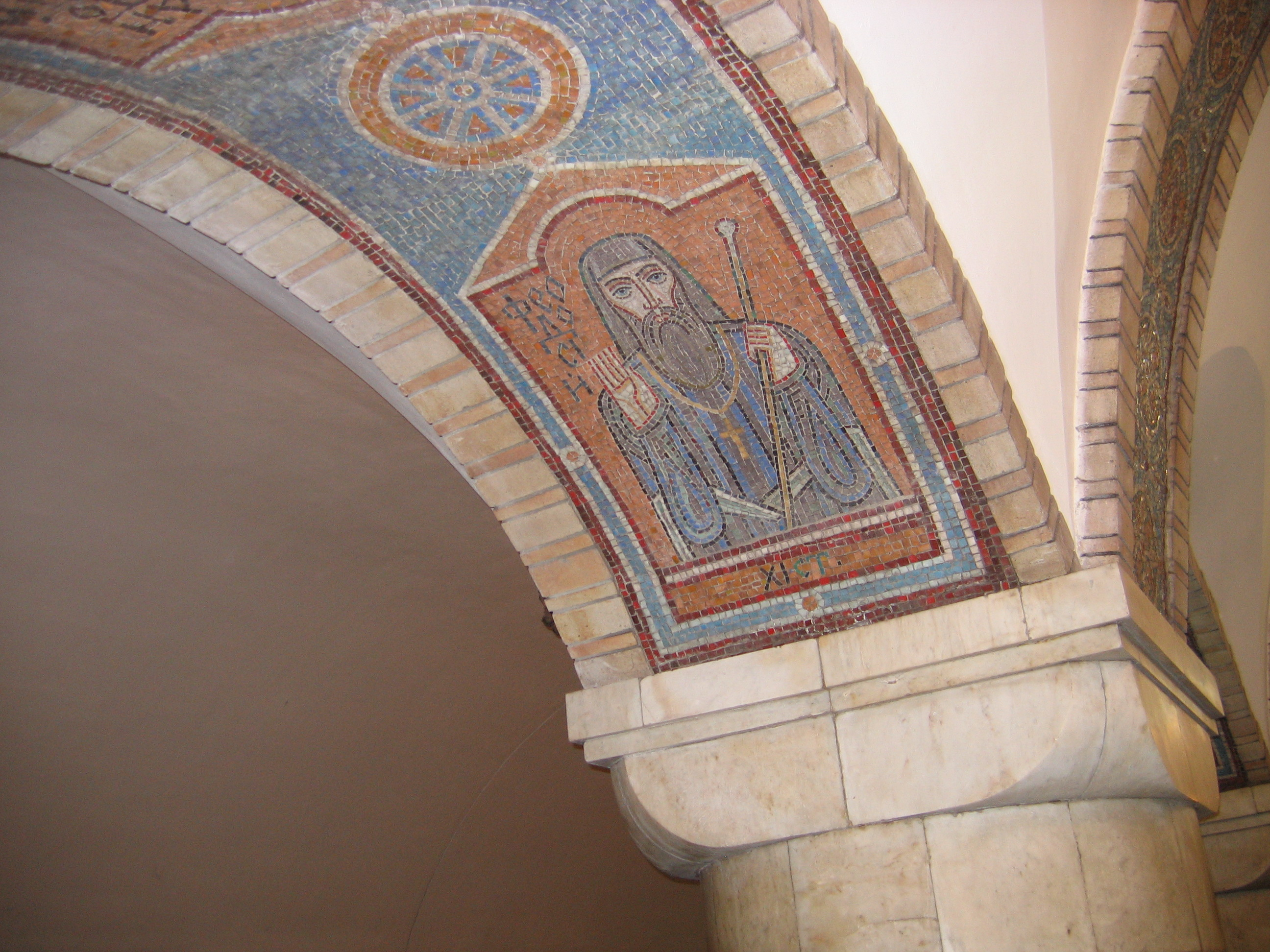
Мозаїка на склепінні проходу до платформи: Св. Феодосій, співзасновник Києво-Печерської лаври
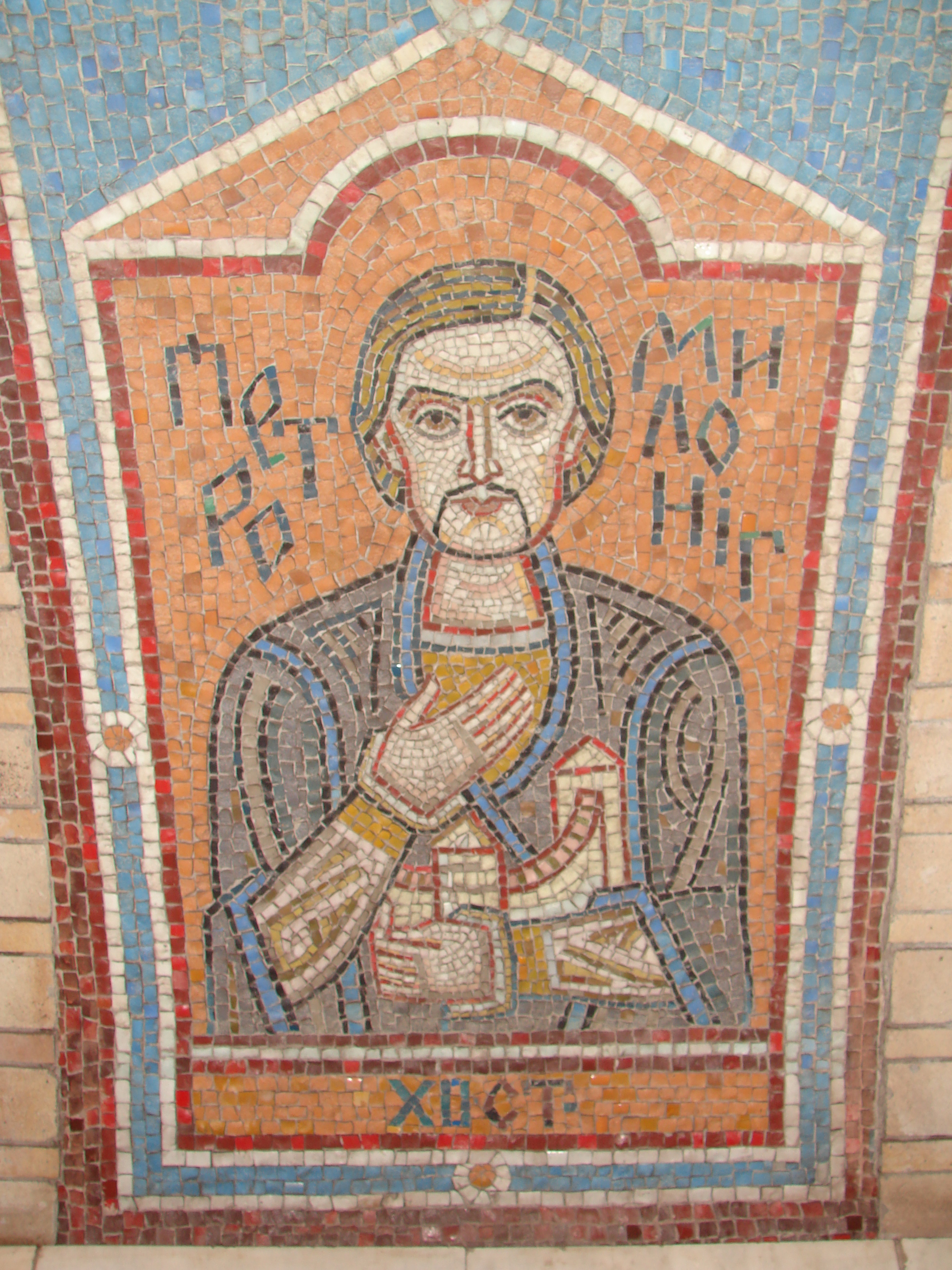
Мозаїка Петро Милоніг